# NGC 5811
NGC 5811 este o galaxie spirală situată în constelația Fecioara. A fost descoperită în 12 aprilie 1864 de către Albert Marth.